# Невилл, Джон, 4-й барон Латимер
Джон Невилл (англ. Richard Neville; ок. 1520 — 22 апреля 1577) — английский аристократ и придворный, 4-й барон Латимер с 1543, сын Джона Невилла, 3-го барона Латимер, и его первой жены Доротеи де Вер, пасынок Екатерины Парр, последней жены короля Генриха VIII. В молодости Джон принимал участие в нескольких военных походах. Также был замешан в ряд скандалов, в результате чего несколько раз оказывался в заключении.
Джон не оставил сыновей, поэтому после его смерти титул барона Латимера перешёл в состояние ожидания.

## Происхождение
Джон происходил из младшей ветви аристократического английского рода Невиллов, который был вторым по значимости родом в Северо-Восточной Англии после рода Перси. Его предом был Джордж Невилл, один из сыновей Ральф Невилл, 1-го графа Уэстморленда от второго брака с Джоан Бофорт, легитимизированной дочери Джона Гонта от любовницы Екатерины Суинфорд, получил титул барона Латимера.
Отец и дед Джона были придворным при дворах Генриха VII и Генриха VIII. А его мать происходила из древнего англо-нормандского рода де Веров и была дочерью сэра Джорджа де Вера и сестрой Джона де Вера, 14-го графа Оксфорда.
Джон приходился дальним родственником королю Генриху VIII, а также был связан родством со многими знатными родами.

## Биография
Джон родился около 1520 года. Он был единственным сыном Джона Невилла, 4-го барона Латимер, и его первой жены Доротеи де Вер. Его мать рано умерла, после чего отец ещё дважды женился. Его третьей женой была Екатерина Парр, которая после смерти мужа стала шестой женой короля Генриха VIII.
Во время католического восстания Биго в январе 1537 года замок Снейп, в котором находились дети барона Латимера и его жена, был осаждён мятежниками, взявшими их в заложники. Однако Латимер смог обеспечить им свободу. В дальнейшем его семья жила в поместье Уик в Вустершире.
После смерти отца 2 марта 1543 года Джон унаследовал его владения и титул барона Латимера. Впервые он был вызван в парламент 14 июня 1543 года.
В 1544 году Джон участвовал в военной компании во Франции, а в 1545 году в войне с Шотландией. В том же 1545 году его посвятили в рыцари.
Позднее Джон был замешан в нескольких скандалах. Летом 1553 года он оказался в заключении во Флитской тюрьме по обвинению в нападении на слугу. В 1557 году он вновь был арестован за нападение и попытку изнасилования. А в 1563 году он совершил убийство.

## Наследство
Джон умер 22 апреля 1577 года, не оставив сыновей, и был похоронен в Соборе Святого Павла. Претензии на титул барона Латимера высказывали сэр Ричард Невилл, сын Уильяма Невилла, младшего брата отца Джона, а затем его сын Эдмунд. Однако у 4-го барона Латимера осталось 4 дочери, между которыми и разделились права на титул; сам же титул оказался в состоянии ожидания наследника. В 1911 году британский адвокат Фрэнсис Бардетт Томас Мани-Куттс, потомок одной из дочерей Джона, заявил о претензиях на титул. В итоге он 11 февраля 1913 года был вызван в парламент как 5-й барон Латимер.

## Брак и дети
Жена: с ок. 1545 Люси Сомерсет (ум. 23 февраля 1583), дочь Генри Сомерсета, 2-го графа Вустера, и Элизабет Браун. Дети:
- Кэтрин Невилл (ум. 28 октября 1596); 1-й муж: с 1561 Генри Перси (ок. 1532 — 21 июня 1585), 2/8-й граф Нортумберленд и 2/11 барон Перси с 1472; 2-й муж: с 1588 Фрэнсис Фиттон из Бинфилда[6].
- Дороти Невилл (ум. ок. 23 марта 1608); муж: с 27 ноября 1564 Томас Сесил, 1-й граф Эксетер (5 марта 1542 — 8 февраля 1623)[6].
- Люси Невилл (ум. 30 апреля 1608); муж: сэр Уильям Корнуоллис[6].
- Элизабет Невилл[англ.] (ум. ок. 21 июня 1630); 1-й муж: сэр Джон Данверс (1540 — 10 декабря 1594); 2-й муж: сэр Эдмунд Кэри (1558 — 12 сентября 1637)[6].